# Parafia św. Alojzego Orione w Ostojowie
Parafia św. Alojzego Orione w Ostojowie – jedna z czternastu parafii dekanatu skarżyskiego w diecezji radomskiej.
1 lipca 1997 r. bp Edward Materski erygował parafię w Ostojowie. Proboszczem został ks. Rymarczyk, a od 2008 r. jest nim ks. Sławomir Molendowski.

## Historia kościoła
W 1988 r. z inicjatywy inf. Józefa Wójcika rozpoczęto budowę nowego kościoła w Ostojowie, który miał być filią parafii św. Andrzeja w Suchedniowie. Budowę ukończył w 1992 r. wyznaczony na duszpasterza filii, ks. Augustyn Rymarczyk. Konsekracji kościoła dokonał 21 czerwca 1992 r. prymas Polski, kard. Józef Glemp. Kościół jest budowlą trójnawową wykonaną z czerwonej cegły. W głównej ścianie ołtarzowej znajduje się mozaika przedstawiająca św. Alojzego Orione z Matką Boską - wg projektu art. Stanisława Janiszewskiego z Łodzi.

## Zasięg parafii
Do parafii należą wierni mieszkający: w Ostojowie, w Krzyżce i w Suchedniowie przy ulicach: Koszykowej, Świerkowej, Kieleckiej (od Ostojowa do mostu) i Wrzosowej.

## Proboszczowie
- 1997–2008 – ks. kan. Augustyn Rymarczyk
- 2008–nadal - ks. Sławomir Molendowski